# 丁廷標

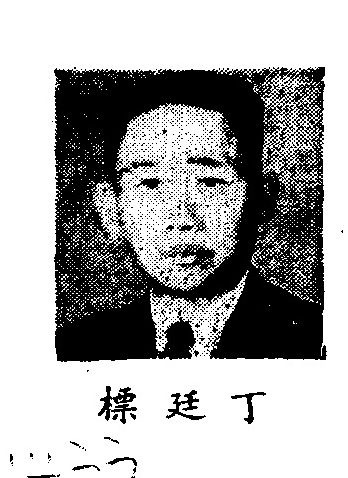
丁廷標近照

丁廷标（1906年—1958年8月10日）字果生，江苏省泰兴县黄桥镇人，中华民国政治人物、社会活动家，中国青年党党员。

## 生平
1906年，丁廷标生于泰兴县黄桥镇的一个名门望族，与丁文江同宗同谱，小丁文江19岁，但辈分比丁文江长一辈，是丁文江的族叔。丁廷标的父亲丁义铭，字实甫，光绪五年（1879年）举人，与韩国钧（韩紫石）同榜，丁义铭排名第51位，韩国钧排名第96位。
丁廷标幼年丧父，母亲宋氏为丁廷标延请老师，在家中学习。11岁时，丁廷标受业于清潮秀才何卓甫。13岁时，丁廷标赴上海大同中学学习。一次期末考试中，丁廷标的几何试卷被邻座的同学抄袭，任课教师发现答案雷同，乃均给零分，并给予处分，丁廷标十分气愤而转学，先后在浦东中学、中国公学学习。
1923年，丁廷标在上海学习期间，北京工专毕业的韩士元（秋岩）与何卓甫商议后，邀请朋友严则韶、何绍祖商量创办黄桥初级中学，丁廷标、丁廷楣也加盟，并各捐100大洋，该中学的创办人即这六人。在建校过程中，支出远超预算，丁廷标征得母亲同意，将家中存放在仁益典当的巨款取出，进行周转，从而解决了建校资金难题。1924年，该校建成，教员薪水比公立学校标准略低，故丁廷标、丁燮和、丁廷楣私人出津贴贴补家庭负担较重的教师。
1932年，丁燮和任黄桥初级中学第四任校长，实际由丁廷标全权负责校务。任内，丁廷标除负责教学外，还整修校园，兴建了礼堂、图书室、浴室、宿舍等建筑，经费除了其妹丁沁梅、妹夫周定生夫妇捐赠之外，其余均由丁廷标自费或借贷。周定生之父名叫周谦山，故礼堂命名为“谦三堂”。丁廷标还将祖坟上近千株树龄二、三十年的柏树无偿移植到该校校园。
1927年，丁廷标自复旦大学毕业，赴英国伦敦留学，学习政治经济学。其间，加入中国青年党。1931年毕业，获伦敦政治经济学院研究员资格。
归国后，丁廷标在河南中州大学任教两三年，之后转赴上海大学、法政大学、持志大学、暨南大学任教授。其间，他还创办思晖医院，又创办中国植物油公司中央酿造厂，并任该厂董事长。
1940年，丁廷标闲居上海租界，秘密负责中国青年党苏沪党务。抗日战争胜利后，当选中国青年党执行委员、中国青年党江苏省委书记，并出席了在重庆举行的各党派领袖参加的政治协商会议。丁廷标被推为制宪国大代表及行宪前立法委员。
中华人民共和国成立初期，丁廷标迁居香港，出版杂志。1951年，丁廷标赴驻日本美军总部任职。1954年，因美军撤出日本，丁廷标被遣散，后来任中国青年党驻日本联络员，负责观察国际政治经济形势变化及日本的中国青年党党务。1956年，因收入无着而回香港，任台湾驻香港代表。
丁廷标曾经应邀专程到台湾。因丁廷标与蒋经国早年是上海浦东中学同学，丁廷标又是足球队队员，故蒋经国与丁廷标颇熟。丁廷标抵达台湾后，二人重逢，多次约谈。行政院院长陈诚亦在府内宴请丁廷标。
1958年8月10日，丁廷标在香港病逝。蒋介石送挽额，中国青年党两派首领陈启天、余家菊先后参加追悼会，悼念者数百人。
葬于長沙灣天主教墳場7段

## 著作
- 《国际联盟的起源及组织权论》
- 《玄理国家观的理论与批评》
- 《论行政》
- 《论现代国家》